# Фурка (дем Коница)
Вижте пояснителната страница за други значения на Фурка.
Фу̀рка (на гръцки: Φούρκα) е село в Северозападна Гърция, част от дем Коница, област Епир. Селото е разположено високо в североизточните склонове на планината Смолика (Смоликас). Съседното село на изток е Жужел от дем Нестрам, на запад Агия Параскеви (Керасово) от дем Коница, а на югоизток Самарина от дем Гревена.
Селото традиционно е с арумънско население. До 2011 година Фурка е самостоятелна община в ном Янина.

## Личности
Свързани с Фурка
- Владан Джорджевич (1844 - 1930), сръбски лекар и политик